# Albert Frey (officier SS)
Pour les articles homonymes, voir Albert Frey et Frey.
Albert Frey né en 1913 à Heidelberg est un officier SS membre de la Waffen-SS.

## Biographie
Il est né le 13 février 1913 à Heidelberg. En décembre 1933 il rejoint la SS. En 1937 il devient officier. En mars 1938 il est promu SS-Sturmführer. Le 20 avril 1939 il est promu Obersturmführer.
En novembre 1940, il prend le commandement de la 1re compagnie de la LSSAH durant la campagne des Balkans. Durant l'opération Barbarossa, en juillet 1941 il commande le 3e bataillon de la LSSAH. Il reçoit la Croix allemande en or.
Le 20 avril 1942, il est promu SS-Sturmbannführer et en juillet 1942, il reprend le 1er bataillon du régiment SS Panzer- Grenadier.
En 1943, il reçoit la croix de chevalier de la croix de fer et est nommé commandant du 1er régiment SS de Panzer Grenadier.
En juin 1944, la division est en France pour la bataille de Normandie, il est grièvement blessé et doit abandonner le commandement de la division.
En août 1944, il devient un agent au siège de la 6e armée. À la fin de la guerre, il est officier de liaison auprès du Gauleiter dans le Haut-Danube. Après la guerre il fuit à l'étranger pour échapper à la captivité.